# Alice in Wonderland (1951)
Alice in Wonderland is een Amerikaanse animatiefilm uit 1951, geproduceerd door The Walt Disney Company. Het is de  dertiende animatiefilm van Disney. De film is gebaseerd op Alice's Adventures in Wonderland, een fantasyboek uit 1865 van Lewis Carroll.
De film was in eerste instantie geen succes en werd daarom op televisie vertoond. Ondanks de slechte, in sommige gevallen zelfs vijandige kritieken die de film oorspronkelijk kreeg van voornamelijk critici uit het Verenigd Koninkrijk, wordt de film vandaag de dag gezien als een van de betere films die Disney ooit heeft gemaakt. Toen de film in 1974 alsnog in de bioscopen werd vertoond was deze wel succesvol.
Op de film zijn meerdere attracties in de Disneyland-themaparken gebaseerd, de Mad Tea Party, Alice's Curious Labyrinth en de Alice in Wonderland dark-ride.

## Verhaal

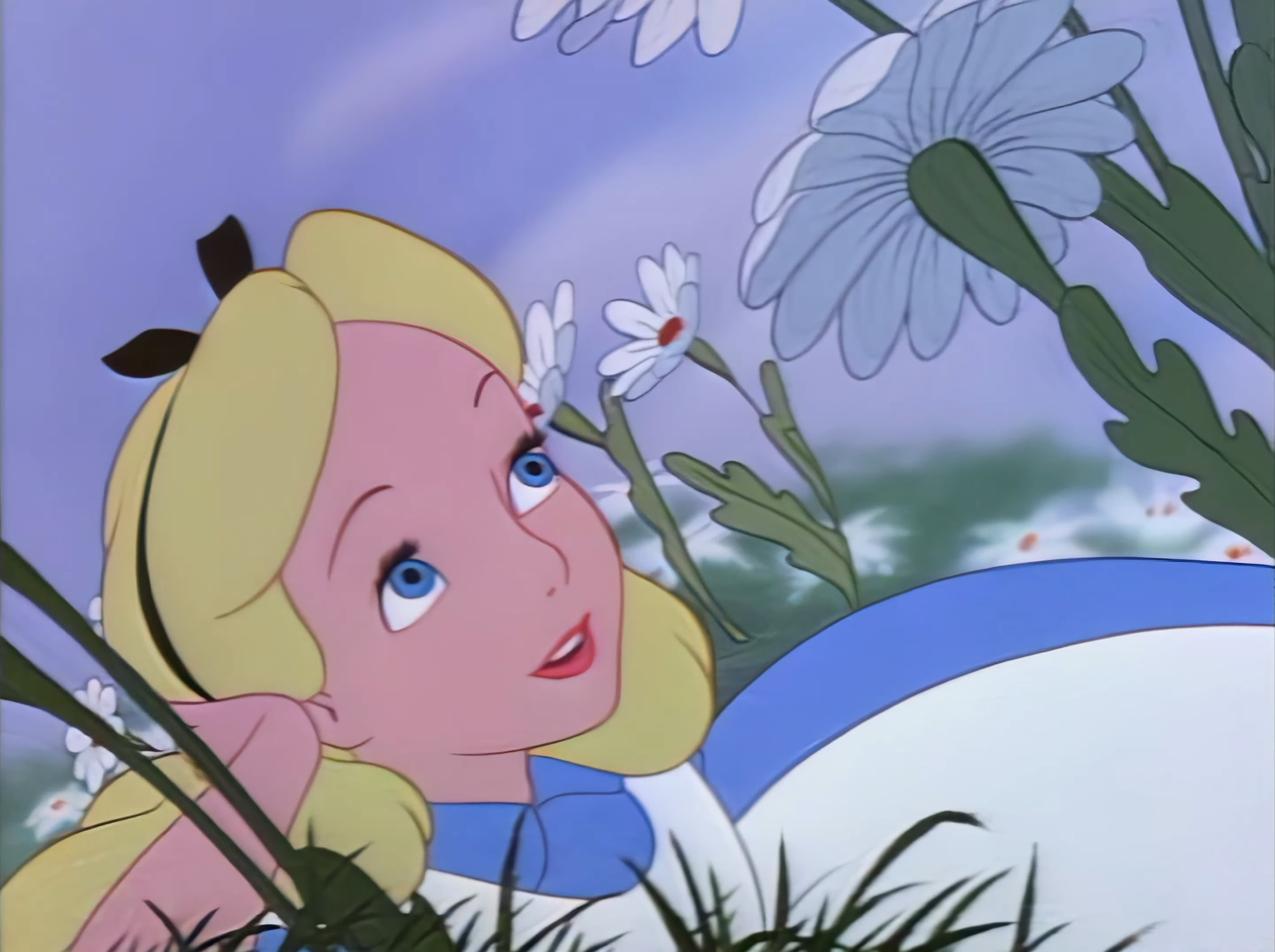
Alice in Alice in Wonderland (1951)

Ergens op het platteland van Engeland luistert Alice, een jong meisje, naar wat haar grotere zus voorleest uit een geschiedenisboek. Alice heeft echter geen interesse in wat haar zus allemaal vertelt. 
Het volgende moment ziet Alice ineens een wit konijn, dat duidelijk enorme haast heeft, voorbijrennen met een klok in zijn hand. Alice ontsnapt aan de aandacht van haar zus en volgt het dier een hol onder de grond in. Ze valt in een diep gat en komt terecht bij een deur met een pratende deurknop, die zegt dat hij op slot is. De deurknop tovert eerst een drankje voor haar met de tekst "Drink mij", waardoor Alice krimpt en niet bij de sleutel kan, die op een glazen tafel ligt. Vervolgens krijgt ze een koekje met de tekst "Eet mij", als ze hiervan een hap neemt verandert ze in een reus. Omdat ze nog steeds niet verder kan begint ze te huilen, waardoor er een zee van tranen ontstaat. Ze drinkt weer wat van de "schrompeldrank" en kruipt in het flesje, waardoor ze nu door de deurknop kan. 
Alice heeft op zee eerst een ontmoeting met een dodo, die The Sailor's Hornpipe zingt. Vervolgens komt ze in de zinloze "Caucus-race" terecht. Tijdens haar verdere zoektocht door Wonderland, nog steeds op zoek naar het Witte Konijn, komt ze steeds meer vreemde wezens tegen. Alice en deze wezens kunnen elkaar niet goed begrijpen en ze wordt ook niet serieus genomen. Af en toe komt ze de geniepige Kolderkat tegen, van wie soms alleen de grijns zichtbaar is. De kat lijkt haar te willen helpen, maar Alice wordt door hem op het verkeerde been gezet. Andere wezens zijn de zingende bloemen die Alice de rug toekeren omdat mensen volgens hen onkruid zijn, een waterpijp rokende duizendpoot die in een vlinder verandert – nadat Alice hem onbedoeld beledigd heeft –  en de tweelingbroertjes Tweedledum en Tweedledee, die het verhaal van De Walrus en de Timmerman vertellen. Tijdens een bizar theekransje maakt Alice kennis met de Gekke Hoedenmaker, de Maartse Haas en de Zevenslaper (een relmuis); zij vieren dat ze "onjarig" zijn. Dan ziet Alice het Witte Konijn ineens weer, maar ze krijgt hem opnieuw niet te pakken. De omgeving verandert plotseling en Alice is enige tijd verdwaald.
Uiteindelijk belandt Alice bij de hartenkoningin,  degene die de scepter zwaait in dit vreemde land, en voor wie het Witte Konijn als kamerheer blijkt te werken. De koningin speelt ook croquet, maar dan met egels als bal en flamingo's als slagknuppel. Alice haalt zich de woede van de koningin op de hals als ze niet met het croquet wil meedoen. De koningin begint een rechtszaak, waarin onder meer de Maartse Haas en de Hoedenmaker getuigen. Alice wordt bijgestaan door Tweedledum en Tweedledee, maar ter dood veroordeeld; de koningin wil haar onthoofden. Alice weet zich weer even in een reus te veranderen door een champignon te eten. Ze denkt nu dat ze alles kan maken, maar de betovering is ook snel weer uitgewerkt. Ze slaat op de vlucht, en de koningin en het hele leger van speelkaarten zetten de achtervolging in.
Alice vlucht door heel Wonderland en staat dan ineens weer voor de deurknop. Die zegt dat hij nog steeds op slot is, maar dat Alice al gewoon buiten is. Als Alice door het deurslot kijkt, ziet ze zichzelf inderdaad slapend in het gras zitten. Net op het moment dat de koningin en het leger van speelkaarten bij Alice zijn, wordt Alice wakker naast haar zus, die verwijtend aan Alice vraagt waarom ze niet heeft opgelet. Alice gaat hierna met haar zus mee terug naar huis, het is theetijd. 
Het lijkt er dus sterk op dat Alice haar hele avontuur in Wonderland alleen heeft gedroomd, al geeft de film hierover niet volledig uitsluitsel.

## Rolverdeling
| Engels          | Engels            | Nederlands       | Nederlands        |               |
| rol             | stem              | rol              | stem (1951)       |               |
| --------------- | ----------------- | ---------------- | ----------------- | ------------- |
| Alice           | Kathryn Beaumont  | Alice            | Annie Almekinders |               |
| Mad Hatter      | Ed Wynn           | Hoedenmaker      | Wam Heskes        |               |
| Caterpillar     | Richard Haydn     | Rups             | Bob van Leersum   |               |
| Cheshire Cat    | Sterling Holloway | Kolderkat        | Cruys Voorbergh   |               |
| March Hare      | Jerry Colonna     | Maartse Haas     | Harry Bronk       |               |
| Queen of Hearts | Verna Felton      | Hartenvrouw      | Marie Hamel       |               |
| Walrus          | J. Pat O'Malley   | Walrus           | Louis de Bree     |               |
| Carpenter       | J. Pat O'Malley   | Timmerman        | Cruys Voorbergh   |               |
| Dee and Dum     | J. Pat O'Malley   | Diedeldie en Dom | Bob Verstraete    |               |
| White Rabbit    | J. Pat O'Malley   | Bill Thompson    | Witte Konijn      | Johan Walhain |
| Dodo            | Dodo              | Bill Thompson    | Wam Heskes        |               |
| Alice's Sister  | Heather Angel     | Alice's Zus      | Carla de Raet     |               |
| Doorknob        | Joseph Kearns     | Deurknop         | Sylvain Poons     |               |
| Bill            | Larry Grey        | Willem           | Jack Dixon        |               |
| King of Hearts  | Dink Trout        | Hartenkoning     | John Soer         |               |
| Dormouse        | Jimmy McDonald    | Zevenslaper      | John Soer         |               |

## Achtergronden

### Geschiedenis

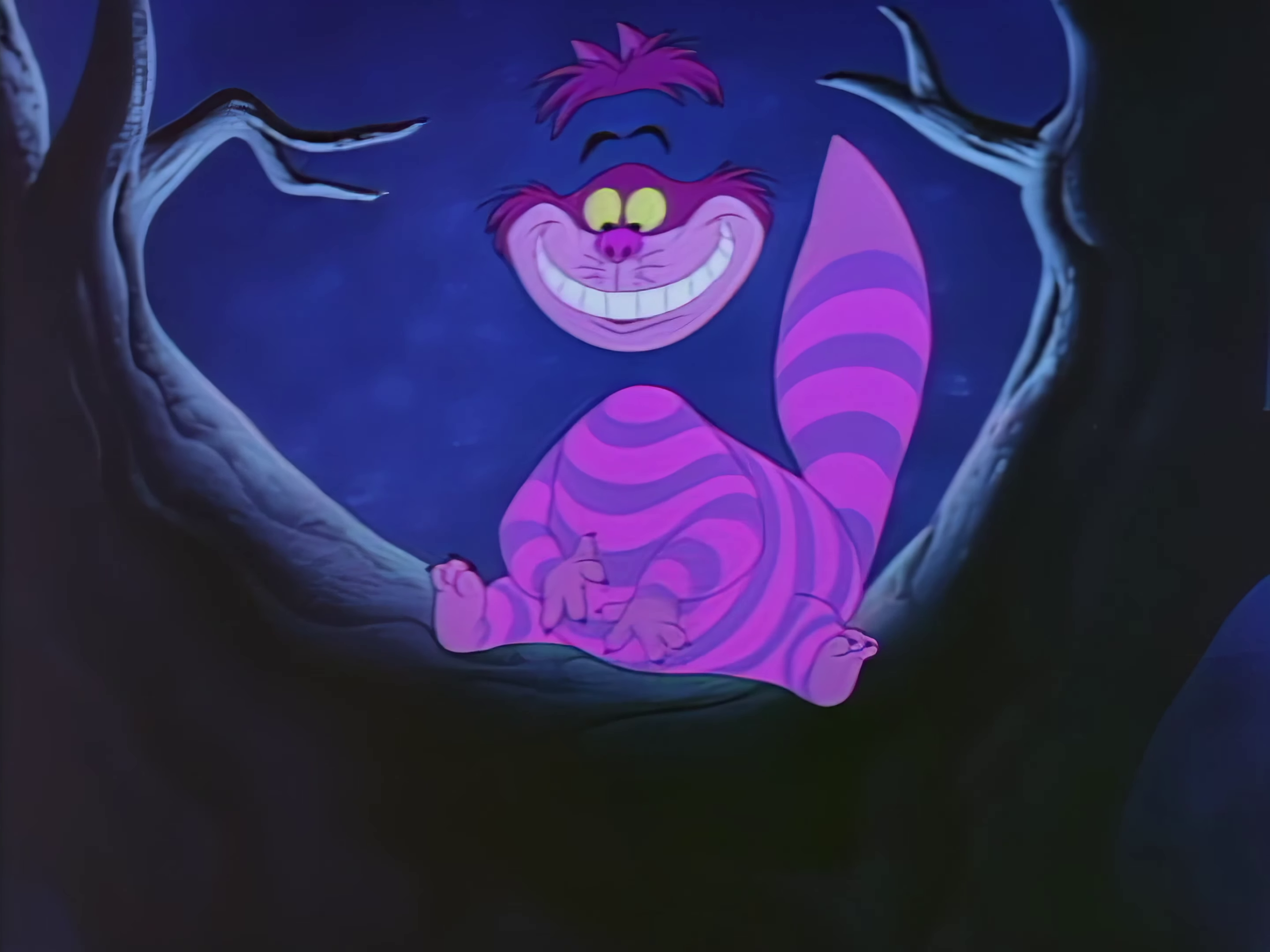
De Cheshire Cat (Edammer kat) zoals die in de film voorkomt

De geschiedenis van de film is terug te voeren naar 1923, toen Walt Disney nog bezig was naam te maken voor zichzelf. Hij maakte toen een filmpje getiteld Alice's Wonderland, waarin een live-action meisje te zien was tussen getekende beelden. Het filmpje sloeg niet aan en Disney liet het project voor wat het was.
Na een onsuccesvolle poging om als filmregisseur aan de slag te gaan in Hollywood, begon Disney samen met zijn broer Roy Disney een animatiestudio. Walt Disneys originele Alice-filmpje werd onder andere gebruikt als promotiefilmpje voor deze nieuwe studio. Ditmaal had Disney meer succes, en hij kreeg opdracht een reeks soortgelijke filmpjes te maken die gezamenlijk bekend kwamen te staan als Alice Comedies. In totaal werden er vijftig van deze filmpjes gemaakt.
Sinds hij plannen begon te maken voor het produceren van lange speelfilms, koesterde Disney al plannen voor een lange film over Alice in Wonderland. Net als in de korte filmpjes moest deze film een combinatie van live-action en animatie worden. Door uiteenlopende redenen werden deze plannen steeds op de lange baan geschoven. Na het enorme succes van Sneeuwwitje en de zeven dwergen begon Disney in 1938 met Warner Bros de mogelijkheden te bespreken voor een Alice in Wonderland-film. De productie kwam op dat moment niet van de grond door het uitbreken van de Tweede Wereldoorlog en het feit dat Disney al had ingestemd met het maken van de film Pinokkio.
Eind jaren 40 pakte Disney de draad voor de film weer op. Inmiddels had hij zijn plannen voor een combinatie van live-action en animatie laten varen, en wilde van de film geheel een animatiefilm maken. Ook moest de nadruk komen te liggen op komedie en muziek.
De uiteindelijke versie van de film volgt de tradities die eerder te zien waren in Fantasia en The Three Caballeros; muziek en beelden staan centraal en het verhaal verdwijnt hierdoor een beetje naar de achtergrond. Lewis Carrolls boek had ook niet echt een duidelijke plot.

### Productie

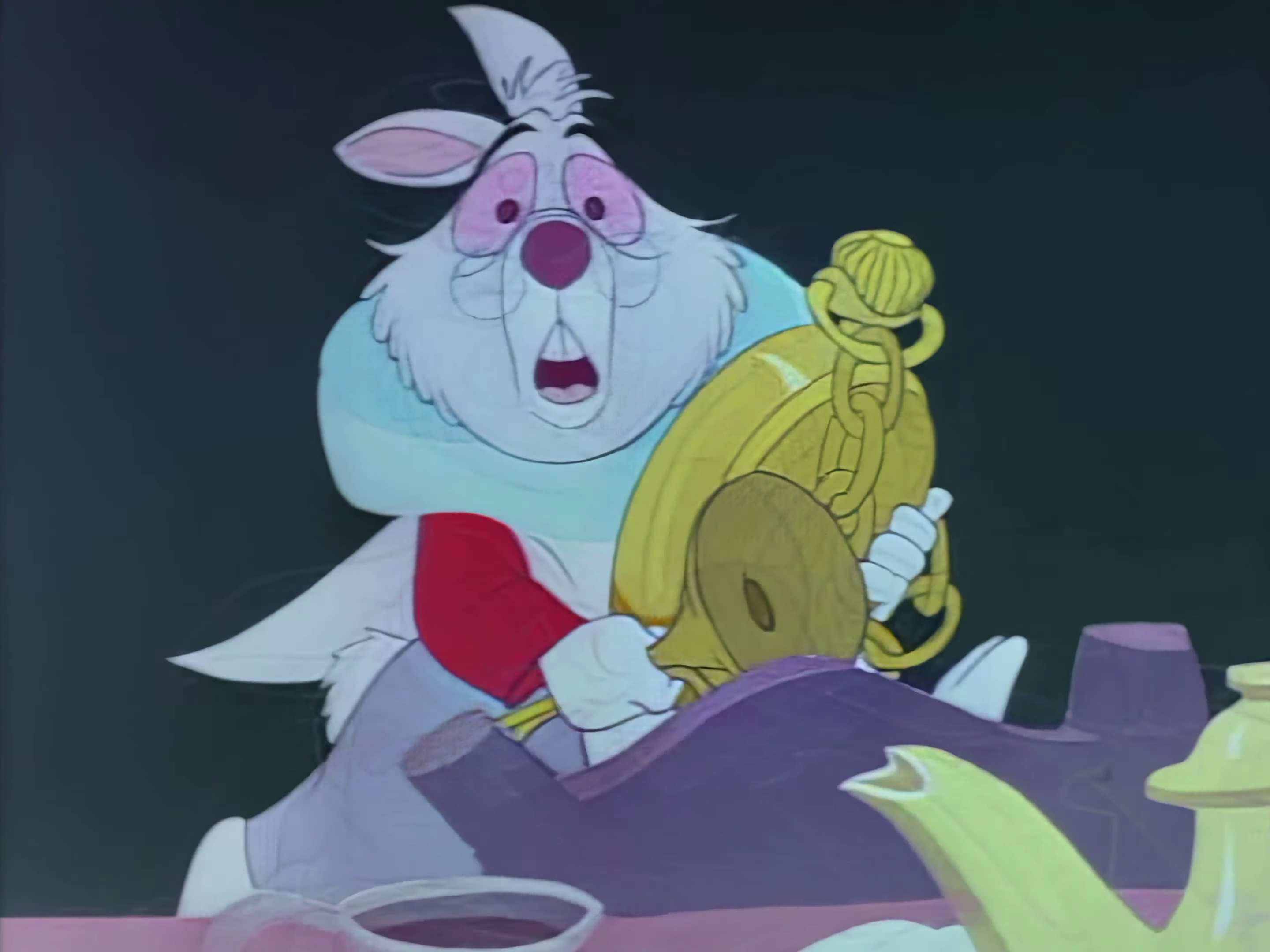
Scène met het Witte Konijn

In plaats van de beroemde illustraties van Sir John Tenniel als voorbeeld te nemen, liet Disney minder complexe en meer gestroomlijnde versies ontwerpen van de personages. Tekenares Mary Blair ontwierp de decors voor de film. Een van de grootste kenmerken van haar tekeningen is het grootschalige gebruik van kleuren.

### Muziek
Om enkele van de bekende verzen en gedichten uit het boek te behouden, huurde Disney componisten en songwriters in om deze teksten op muziek te zetten. Er werden meer dan dertig mogelijke liedjes geschreven voor de film, waarvan veel voor een klein deel in de film zijn verwerkt. In totaal bevat Alice in Wonderland het grootste aantal liedjes voor een Disneyfilm, maar sommige ervan duren slechts enkele seconden. 
De titelsong werd gecomponeerd door Sammy Fain.

## Ontvangst
De veranderingen die Disney had aangebracht in het verhaal vormden een vast punt van kritiek. Zo beschuldigden Britse critici Disney ervan dat hij het boek, dat tot de bekendere Britse literatuur wordt gerekend, had geamerikaniseerd.
Er werden maar weinig kaartjes voor de film verkocht. Bij de oorspronkelijke uitgave in 1951 was de opbrengst dan ook teleurstellend. Mede hierdoor werd de film tijdens Walt Disneys leven niet meer opnieuw in de bioscoop uitgebracht. Wel werd de film af en toe vertoond op televisie, maar altijd in een sterk aangepaste versie van minder dan een uur. Volgens Walt Disney was de film een mislukking omdat het personage Alice een lastig personage was voor het publiek om te leren begrijpen.

## Prijzen
De film viel uiteindelijk niet echt goed in de prijzen. Wel leverde hij een paar memorabele nominaties op, waaronder een Oscar in 1952 voor Best Music, Scoring of a Musical Picture door Oliver Wallace en een nominatie voor het prestigieuze filmfestival van Venetië, een Gouden Leeuw voor Clyde Geronimi, Wilfred Jackson en Hamilton Luske.

## Vervolg
In 2010 kwam er een vervolg, eveneens getiteld Alice in Wonderland, onder regie van Tim Burton. Deze film is geen tekenfilm, maar een combinatie van live action en motion capture. In 2016 kwam hierop weer een vervolg uit, Alice Through the Looking Glass.